# Grenze zwischen Frankreich und Suriname
Die Grenze zwischen Frankreich und Suriname hat eine Länge von 556 Kilometern.

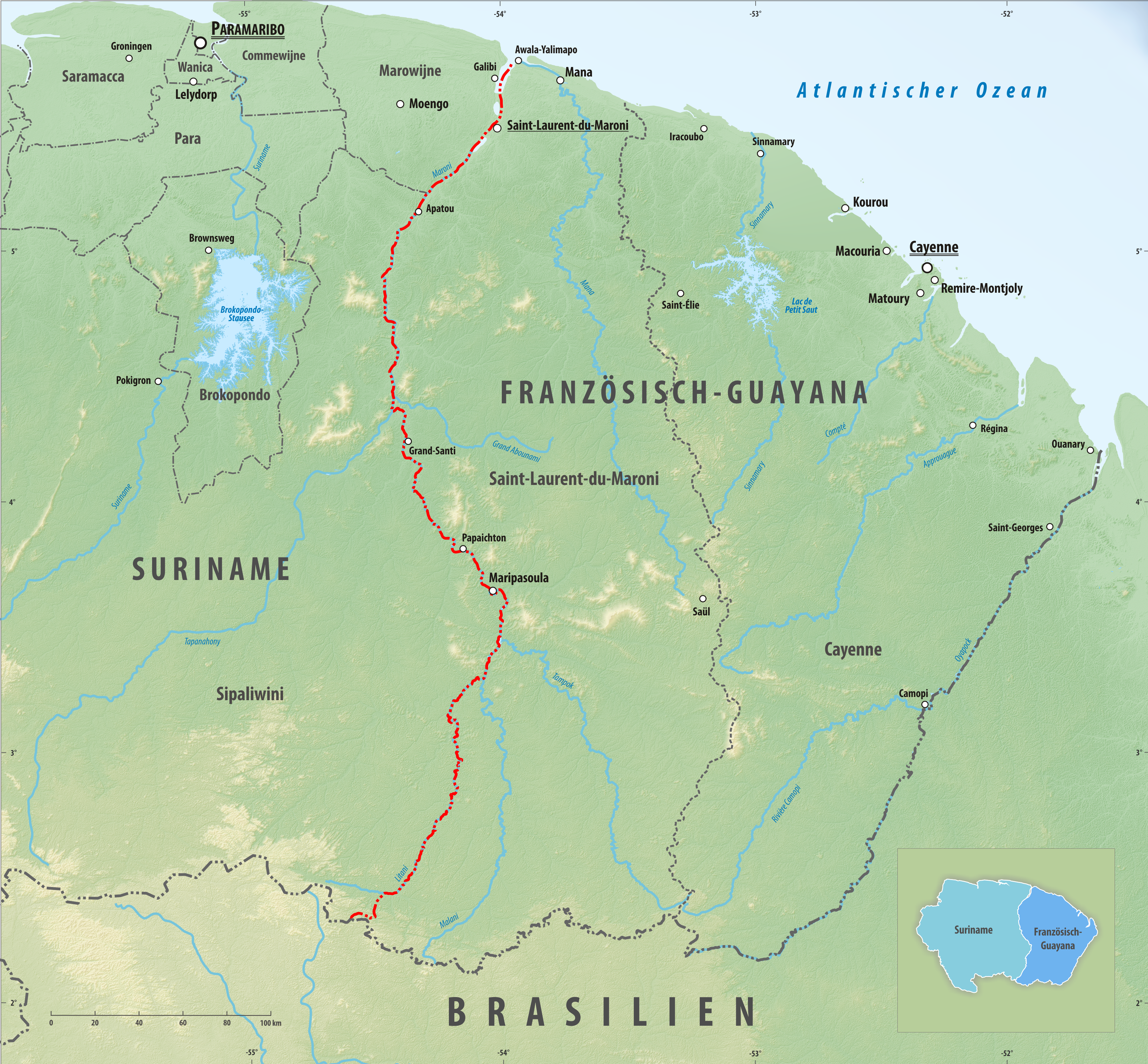
Grenzverlauf Französisch-Guayana-Suriname

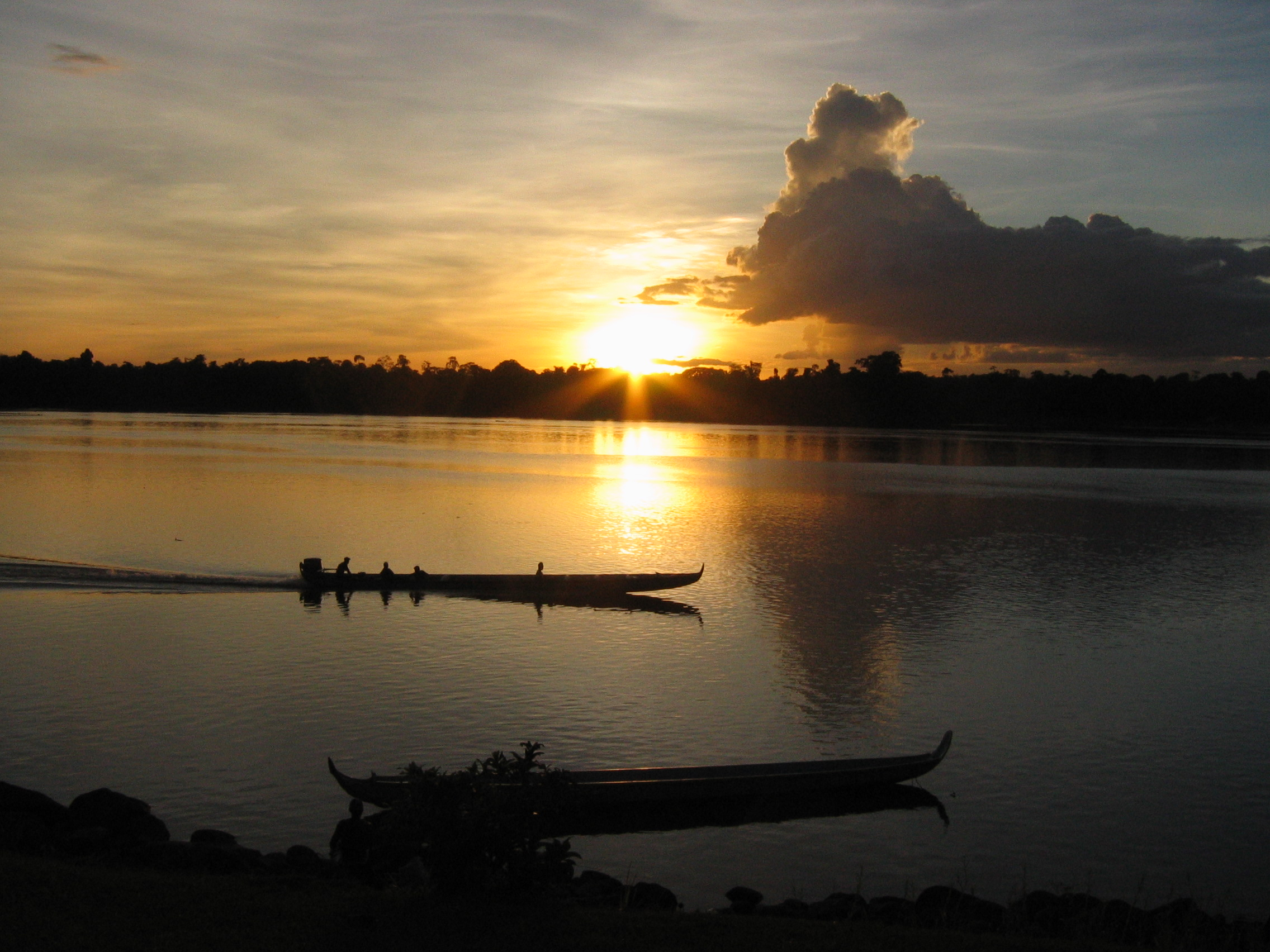
Maroni

## Gemeinden an der Staatsgrenze (von Nord nach Süd)
| S U R I N A M E    | S U R I N A M E         | S U R I N A M E  |                  | F R A N K R E I C H (Französisch-Guayana) | F R A N K R E I C H (Französisch-Guayana) | F R A N K R E I C H (Französisch-Guayana) |
| Distrikt           | Ressort                 | Grenz- übertritt | Grenz- übertritt | Gemeinde                                  | Arrondissement                            |                                           |
| ------------------ | ----------------------- | ---------------- | ---------------- | ----------------------------------------- | ----------------------------------------- | ----------------------------------------- |
| Atlantischer Ozean |                         |                  |                  |                                           |                                           |                                           |
| Marowijne          | Galibi                  |                  | M a r o n i      |                                           | Awala-Yalimapo                            | Saint-Laurent-du-Maroni                   |
| Marowijne          | Galibi                  | Mana             | M a r o n i      |                                           |                                           | Saint-Laurent-du-Maroni                   |
| Marowijne          | Albina                  |                  | M a r o n i      |                                           |                                           | Saint-Laurent-du-Maroni                   |
| Marowijne          | Saint-Laurent-du-Maroni |                  | M a r o n i      |                                           |                                           | Saint-Laurent-du-Maroni                   |
| Marowijne          | Moengo Tapoe            |                  | M a r o n i      |                                           |                                           | Saint-Laurent-du-Maroni                   |
| Marowijne          | Patamacca               |                  | M a r o n i      |                                           |                                           | Saint-Laurent-du-Maroni                   |
| Marowijne          | Apatou                  |                  | M a r o n i      |                                           |                                           | Saint-Laurent-du-Maroni                   |
| Sipaliwini         | Tapanahoni              |                  | M a r o n i      |                                           |                                           | Saint-Laurent-du-Maroni                   |
| Sipaliwini         | Tapanahoni              | Grand-Santi      | M a r o n i      |                                           |                                           | Saint-Laurent-du-Maroni                   |
| Sipaliwini         | Tapanahoni              | L a w a          |                  |                                           |                                           | Saint-Laurent-du-Maroni                   |
| Sipaliwini         | Tapanahoni              | Maripasoula      |                  |                                           |                                           | Saint-Laurent-du-Maroni                   |
| Brasilien          |                         |                  |                  |                                           |                                           |                                           |